# 紅小斑磨塘鱧
紅小斑磨塘鱧，为輻鰭魚綱鱸形目虾虎鱼亚目鰕虎鱼科的其中一種。分布於西太平洋區，包括印尼、越南及巴布亞紐幾內亞等海域，棲息深度可達35公尺，生活在亞熱帶海域的礁石區，體長可達3公分。

## 外部連結
- Froese, R. & Pauly, D. (eds.) (2011). Trimma halonevum. FishBase. Version 2011-12.